# Cornelio Doelter
Cornelio August Doelter y Cisterich, född 16 september 1850 i Arroyo, Puerto Rico, död 8 augusti 1930 i Kolbnitz, Kärnten, var en österrikisk mineralog och petrograf.
Doelter blev 1872 filosofie doktor i Heidelberg och 1875 privatdocent i Wien. I Graz blev han 1876 extra ordinarie och 1878 ordinarie professor samt 1906 universitetets rektor. År 1907 flyttade han över till Wien som professor i mineralogi.
Inom mineralogin var han en av sin tids mer framstående forskare. Han ägnade sig särskilt åt mineralkemi och syntetisk mineralogi med tillämpning av de fysikalisk-kemiska metoderna och fick ett ganska betydande antal lärjungar. Förutom många specialarbeten på nämnda områden utgav han som sitt huvudarbete Handbuch der Mineralchemie (fyra volymer, 1912–1931), ett stort anlagt verk i vilket ett stort antal medarbetare deltog.